# Hermann Feneberg
Hermann Feneberg (* 18. August 1903 in München; † 1977) war ein deutscher Jurist, Kriegsverwaltungsrat, Ankläger beim Gericht der Feldkommandantur und vom 1. Februar 1958 bis zu seiner Versetzung in den Ruhestand am 31. August 1968 Präsident des Bayerischen Verwaltungsgerichtshofes. Zudem war er Mitglied der Wahlkreiskommission beim Bundesministerium des Innern.

## Werdegang
Feneberg legte 1930 die große juristische Staatsprüfung ab und trat in die bayerische Staatsverwaltung ein. Er war Mitglied der Bayernwacht und der Jungmannschaft der BVP. 1928 promovierte er an der Universität Würzburg. Zum 1. Mai 1937 trat er in die NSDAP ein (Mitgliedsnummer 4.152.943) und nahm am Zweiten Weltkrieg teil. 1945 wurde er aus dem öffentlichen Dienst entlassen. Im Entnazifizierungsverfahren wurde er 1946 als Mitläufer eingestuft und 1950 als Entlasteter entnazifiziert. Vor 1949 trat er in die CSU ein. 1947 trat er wieder als Angestellter in das Bayerische Innenministerium ein und wurde am 1. Januar 1948 zum Regierungsrat befördert. In rascher Folge wurde er Oberregierungsrat (1. Juli 1948), Regierungsdirektor (1. Juli 1949) und schließlich am 1. September 1950 zum Ministerialrat befördert. Als im November 1950 der Bayerische Landtag neu gewählt wurde, musste sein früherer Förderer, der christsoziale Innenminister Willi Ankermüller, sein Amt für Wilhelm Hoegner (SPD) im Kabinett Ehard III räumen. Anschließend dauerte es fünf Jahre, bis er zum Ministerialdirigenten befördert wurde. Als Leiter der Abteilung Staatsverwaltung und Haushalt unterstand er Innenminister Otto Bezold (FDP), der ihn zum Präsidenten des Bayerischen Verwaltungsgerichtshofs machte.
Beim Festakt anlässlich seiner Amtseinführung kam es im Februar 1958 zum Eklat, als der dienstälteste Senatspräsident, Robert Adam, ans Rednerpult trat und sich über die Abhängigkeit des Gerichts vom Innenministerium beklagte. Seine Kritik richtete sich gegen den Umstand, dass das Gericht genau der Behörde unterstellt war, deren Arbeit es eigentlich kontrollieren sollte. Auch beschwerte er sich darüber, dass kein Verwaltungsrichter Präsident des Verwaltungsgerichtshofs wurde, sondern der Verwaltungsbeamte Feneberg. Daraufhin erhob sich der Bayerische Ministerpräsident Hanns Seidel und rief mit rotem Gesicht: „Ich bitte, diese Art von Ausführungen zu beendigen, sonst zwingen Sie mich, den Saal zu verlassen.“
Seit 1961 war Feneberg auch Honorarprofessor für Verwaltungsrecht an der TU München.
Er war seit 1923 Mitglied der katholischen Studentenverbindung KDStV Tuiskonia München im CV.